# Edwin B. Winans (Offizier)

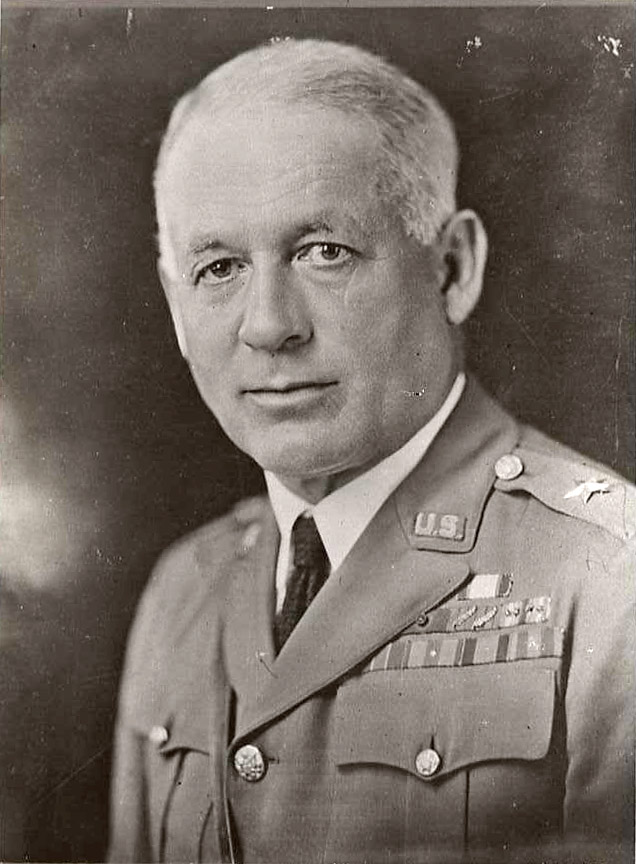
Edwin B. Winans

Edwin Baruch Winans (* 31. Oktober 1869 in Hamburg, Livingston County, Michigan; † 31. Dezember 1947 in Washington, D.C.) war ein Generalmajor der United States Army. Er war unter anderem Kommandeur der  3. US-Armee und als Superintendent Leiter der Militärakademie West Point.
Edwin B. Winans Jr. war ein Sohn des gleichnamigen Edwin B. Winans (1826–1894), der zwischen 1891 und 1893 das Amt des Gouverneurs von Michigan bekleidete. Nach seiner Schulzeit absolvierte er zwischen dem 16. Juni 1887 und dem 12. Juni 1891 die Militärakademie in West Point. Nach seinem Abschluss wurde er als Leutnant der Kavallerie zugewiesen. In der Armee durchlief er anschließend alle Offiziersränge vom Leutnant bis zum Zwei-Sterne-General. Zwischen 1891 und 1897 diente er im 5. Kavallerie-Regiment. Dabei war er im Indianerterritorium und in Texas stationiert. Anschließend war er von 1897 bis 1898 Lehrer an der Michigan Military Academy. Im April 1898 erfolgte seine Beförderung zum Oberleutnant im 4. Kavallerie-Regiment. In den Jahren 1899 und 1900 nahm er aktiv am Philippinisch-Amerikanischen Krieg teil. Seit Februar 1901 bekleidete Winans den Rang eines Hauptmanns (Captain) im 4. Kavallerie-Regiment. Dort übernahm er das Kommando der D-Kompanie, das in Fort Meade stationiert war.
In den Jahren 1909 bis 1911 lehrte Edwin Winans die Fächer Militärwissenschaft und Taktik am Pennsylvania Military College. Es folgten relativ kurze Versetzungen nach Arizona, Fort Riley in Kansas und Hawaii. In diese Zeit fiel seine Beförderung zum Major am 2. September 1914. Im Jahr 1915 wurde er zum 7. Kavallerie-Regiment versetzt. Mit diesem Regiment nahm er im Jahr 1916 bis Anfang 1917 an der Mexikanischen Expedition teil. Edwin Winans wurde auch während des Ersten Weltkriegs, an dem die Vereinigten Staaten seit April 1917 aktiv teilnahmen, eingesetzt. Nach einigen anderen Verwendungen in Frankreich übernahm er im Juli 1918 das Kommando über die 64. Infanterie-Brigade. Mit seiner Einheit war er an drei Offensiven der Westmächte beteiligt. Zwischen Dezember 1918 und April 1919 gehörte er in Koblenz den Besatzungstruppen in Deutschland an.
Anschließend kehrte er in die Vereinigten Staaten zurück, wo er nach einem Zwischenstopp in Camp Custer in Michigan in Fort Riley das Kommando über das 2. Kavallerie-Regiment übernahm, das er bis Ende 1919 innehatte. Seit dem 31. Juli 1919 bekleidete Winans den regulären Rang eines Oberstleutnants in der US Army. Während des Ersten Weltkriegs hatte er zwischenzeitlich den Rang eines Brigadegenerals der Freiwilligen erreicht. Zwischen August 1920 und Dezember 1922 war er nun als Oberst (Colonel) Kommandeur des 10. Kavallerie-Regiments, das in Fort Huachuca in Arizona stationiert war. Dieses Regiment war eines von zwei Regimentern, die in Mannschaftsdienstgraden aus Soldaten afroamerikanischer Herkunft bestanden. Das andere Regiment mit ähnlicher Zusammensetzung war das 9. Kavallerie-Regiment. Gleichzeitig mit dem Ende dieses Kommandos erhielt Edwin Winans am 30. Dezember 1922 seine Beförderung zum Brigadegeneral.
Anschließend war Brigadegeneral Winans bis 1925 Kommandeur der 8. Infanterie-Brigade in Fort McPherson in Georgia bzw. in Camp McClellan in Alabama. Danach befehligte er bis April 1926 die 1. Kavallerie-Brigade in Fort Clark in Texas. Darauf folgte bis zum Oktober 1927 das Kommando über die 1. Kavallerie-Division. Am 23. Oktober 1927 wurde Winans nunmehr als Generalmajor zum Nachfolger von Merch Bradt Stewart als 34. Leiter der West-Point-Militärakademie ernannt. Diesen Posten hatte er allerdings nur bis zum 25. Februar 1928 inne. Sein Nachfolger in West Point wurde William Ruthven Smith. Anschließend kommandierte Generalmajor Winans zwischen 1928 und 1930 die sogenannte Hawaiian Division, eine Einheit der US Army, die zum Schutz der Hawaiiinseln aufgestellt worden war. Es folgte ein Kommando über den 8. Militärdistrikt (8th Corps Area) in Fort Sam Houston in Texas. Am 15. November 1932 wurde er zum Kommandeur der 3. US-Armee ernannt. Dieser Verband war zwischen 1919 und 1932 inaktiv gewesen und wurde nun im Jahr 1932 unter Winans’ Kommando reaktiviert. Sie war allerdings bis zum Beginn des Zweiten Weltkriegs nicht vollständig ausgerüstet und bestand eher formal. Winans übte das Kommando bis zum 30. September 1933 aus, dann folgte ihm Johnson Hagood. Bis zum 31. Oktober desselben Jahres nahm er Urlaub und ging an diesem Tag in den Ruhestand, den er in Vienna, Virginia, verbrachte. Er starb am 31. Dezember 1947, nach Angaben seiner Biographie bei der University of Chicago, in Washington, D.C. und wurde auf dem Friedhof der Militärakademie West Point beigesetzt.

## Orden und Auszeichnungen
Generalmajor Winans erhielt im Lauf seiner militärischen Laufbahn unter anderem folgende Auszeichnungen:
- Army Distinguished Service Medal
- Silver Star
- Croix de guerre (französisch)
- Orden der Ehrenlegion (französisch)